# Enakozvočnica
Enakozvóčnica (enakoizráznica, s tujko homoním) je beseda, ki se enako izgovarja (enakoglasnica) ali se tudi enako črkuje (enakopisnica) kot katera druga beseda, a ima drugačen pomen. 
Beseda homonim izvira iz grške predpone ὁμο-, homo- – »enak« in pripone ώνυμος, -ōnymos – »ime«. Tako se torej nanaša na dve besedi, ki si delita »enako ime«.
Pojav se imenuje homonimija. Nekateri viri trdijo, da morata biti pomena homonimov nepovezana (v izvoru). Paziti je treba tudi, da se homonimije ne zamenjuje s polisemijo, pri čemer gre za to, da ima lahko določena beseda več pomenov – večpomenskost.
Zgledi:
- para (agregatno stanje) in para (denarna enota)
- prst (del roke ali noge) in prst (pedologija)
- list (del rastline) in list (kos papirja)
- gori na gori hiša gori[2]

Sorodni izrazi:
Homonimija je povezana s kar nekaj lingvističnimi koncepti. Termin »homonim« je lahko nejasen, ker si dve besedi lahko delita »isto ime« na veliko načinov in ker ga izobraženi govorci rabijo na različne načine. 
- enakopisnica (homograf) je beseda, ki se enako črkuje in izgovarja kot katera druga beseda, a ima drugačen pomen (prst in prst).
- enakoglasnica (homofon) je beseda, ki se enako izgovarja kot katera druga beseda, a ima drugačen pomen (bel – barva in bev – medmet, ki posnema pasje oglašanje).
- polisemi so besede, ki se enako črkujejo, z različnim, toda sorodnim pomenom. Razlika med homonimijo in polisemijo je pogosto težko opazna in subjektivna, vsi viri pa ne navajajo polisemnih besed tudi kot homonime.